# André Sanac
 André Sanac, né le 4 août 1929 à Trouillas (Pyrénées-Orientales) et mort dans cette commune le 5 février 2015, est un joueur français de rugby à XV, qui a joué avec l'équipe de France et l'USA Perpignan au poste de deuxième ligne (1,81 m pour 105 kg). 

## Biographie
Il est issu d'une famille de viticulteurs, il l'est lui-même à Trouillas et son fils à Saint-Génis-des-Fontaines. 

## Carrière de joueur

### En club
- Union Sportive Arlequins Perpignanais

### En équipe nationale
Il a disputé son premier test match le 17 mai 1952 contre l'équipe d'Italie, et le dernier contre cette même équipe, le 21 avril 1957.

## Palmarès

### En club
- Championnat de France :
  - Champion (1) : 1955 (et capitaine)
  - Finaliste (1) : 1952
- Challenge Yves du Manoir :
  - Vainqueur (1) : 1955
  - Finaliste (1) : 1956 (sans participer  à la finale)

### En équipe nationale
- Sélections en équipe nationale : 10
- Sélections par année : 1 en 1952, 2 en 1953, 1 en 1954, 1 en 1956, 5 en 1957
- Coupe d'Europe FIRA de rugby à XV 1952
- Tournois des Cinq Nations disputés : 1953, 1954 et 1957